# Lo Cròs d'Arfolhosa
Cros és un municipi francès situat al departament del Puèi Domat i a la regió d'Alvèrnia-Roine-Alps. L'any 2007 tenia 185 habitants.

## Demografia

### Població
El 2007 la població de fet de Cros era de 185 persones. Hi havia 86 famílies de les quals 39 eren unipersonals (9 homes vivint sols i 30 dones vivint soles), 26 parelles sense fills i 21 parelles amb fills.
La població ha evolucionat segons el següent gràfic:
Habitants censats

### Habitatges
El 2007 hi havia 192 habitatges, 90 eren l'habitatge principal de la família, 79 eren segones residències i 23 estaven desocupats. 175 eren cases i 16 eren apartaments. Dels 90 habitatges principals, 76 estaven ocupats pels seus propietaris, 11 estaven llogats i ocupats pels llogaters i 3 estaven cedits a títol gratuït; 1 tenia una cambra, 13 en tenien dues, 18 en tenien tres, 21 en tenien quatre i 36 en tenien cinc o més. 55 habitatges disposaven pel capbaix d'una plaça de pàrquing. A 39 habitatges hi havia un automòbil i a 39 n'hi havia dos o més.

### Piràmide de població
La piràmide de població per edats i sexe el 2009 era:
| Homes | Edats   | Dones |
| ----- | ------- | ----- |
| 0     | 95 o +  | 0     |
| 0     | 90 a 94 | 4     |
| 8     | 85 a 89 | 0     |
| 4     | 80 a 84 | 0     |
| 0     | 75 a 79 | 4     |
| 8     | 70 a 74 | 8     |
| 12    | 65 a 69 | 8     |
| 4     | 60 a 64 | 4     |
| 8     | 55 a 59 | 4     |
| 8     | 50 a 54 | 12    |
| 0     | 45 a 49 | 4     |
| 4     | 40 a 44 | 4     |
| 0     | 35 a 39 | 4     |
| 8     | 30 a 34 | 4     |
| 0     | 25 a 29 | 12    |
| 8     | 20 a 24 | 4     |
| 8     | 15 a 19 | 8     |
| 0     | 10 a 14 | 12    |
| 4     | 5 a 9   | 0     |
| 8     | 0 a 4   | 4     |

## Economia
El 2007 la població en edat de treballar era de 109 persones, 79 eren actives i 30 eren inactives. De les 79 persones actives 68 estaven ocupades (35 homes i 33 dones) i 9 estaven aturades (3 homes i 6 dones). De les 30 persones inactives 18 estaven jubilades, 5 estaven estudiant i 7 estaven classificades com a «altres inactius».

### Ingressos
El 2009 a Cros hi havia 84 unitats fiscals que integraven 168 persones, la mediana anual d'ingressos fiscals per persona era de 13.053 €.

### Activitats econòmiques
Dels 10 establiments que hi havia el 2007, 2 eren d'empreses extractives, 1 d'una empresa alimentària, 2 d'empreses de construcció, 1 d'una empresa de comerç i reparació d'automòbils, 2 d'empreses d'hostatgeria i restauració i 2 d'empreses classificades com a «altres activitats de serveis».
Dels 4 establiments de servei als particulars que hi havia el 2009, 1 era un guixaire pintor, 1 lampisteria, 1 perruqueria i 1 restaurant.
L'únic establiment comercial que hi havia el 2009 era una fleca.
L'any 2000 a Cros hi havia 20 explotacions agrícoles que ocupaven un total de 605 hectàrees.

## Poblacions més properes
El següent diagrama mostra les poblacions més properes.